# Мстислав Глібович
Мстислав Глібович, (В хрещенні — Федір; ? — після жовтня 1239) — князь чернігівський з династії Ольговичів (1234—1239), син Гліба Святославича.

## Життєпис
Відомий лише з двох згадок у руських літописах.
Восени 1234 року військо Михайла Всеволодовича та союзника Ізяслава Мстиславича зняло облогу Києва з огляду на наближення галицького війська князя Данила. Володимир Рюрикович разом з своїм союзником, Данилом, вирішили здійснити контрудар. «…І рушили вони обидва до Чернігова, і прийшов до них Мстислав Глібович. А звідти пішли вони, грабуючи землю (Чернігівську), і взяли багато городів по Десні. Тоді ж узяли вони і Хоробор, і Сосницю, і Сновськ, і багато інших городів, і прийшли ото знову до Чернігова. І вчинили мир із Володимиром і Данилом Мстислав (Глібович) і чернігівці: лютий бо був бій коло Чернігова».
Влітку 1235 коли двоюрідний брат Мстислава, Михайло Всеволодович, вокняжився у Галичі, Мстислав зайняв вільний чернігівський стіл. Можливо, він зайняв князівство як намісник головного князя на час його відсутності.
У жовтні 1239 татари обступили «в силе тяжце» Чернігів. На допомогу оточеному місту намагався пробитися князь Мстислав Глібович, котрий незадовго до цього залишив місто. Тобто, Мстислав Глібович став єдиним з південно-руських князів, який наважився на відкритий бій з монголами; під Чернігівськими мурами почалася запекла битва. Незважаючи на відчайдушний героїзм русинів, військо Мстислава зазнало поразки.
18 жовтня «Лют бо бе бой у Чрьнигова», «град Чьрнигов взяша и запалиша огнем» — Чернігів був захоплений монголами, згідно з одними джерелами, князь Мстислав Глібович урятувався втечею до Угрії. Його наступник — знову Михайло Всеволодович.
За одними джерелами, загинув у бою з монголами. Крім того, дослідники зауважують, що згідно з джерелами, він тільки прийшов на допомогу Чернігову, оточеному монголами, а у 1235—1239 роках чернігівським князем залишався Михайло Всеволодович, і припускають, що Мстислав у 1212/15−1239 роках був сіверським князем. Деякі дослідники припускають, що він був Рильським князем.
За Софійським літописом, Мстислав Глібович прибув з сумною звісткою до Києва, з ним повернувся і єпископ Порфир «с миром» — тобто з місією від загарбників, яку він виконав у Глухові.
За однією з численних легенд його дружина Домникія викинулася з терему біля Спаського собору і розбилась — щоб не терпіти наругу, її нібито поховано поблизу П'ятницької церкви.